# Emília Vášáryová
Emília (Milka) Vášáryová, také Horská (* 18. května 1942 Horná Štubňa) je slovenská herečka, sestra Magdy Vášáryové, manželka scénografa Milana Čorby a držitelka Českého lva.

## Život
Narodila se do učitelské rodiny Jozefa Vášáryho (1915–1973) a jeho manželky Hermíny, rozené Schmiedové.
V roce 1963 absolvovala studium herectví na Vysoké škole múzických umění v Bratislavě. Dvě sezóny byla členkou souboru Nové scény a od roku 1964 je členkou Činohry Slovenského národního divadla. Do roku 2020 učila herectví na Divadelní fakultě VŠMU.

Po roce 1989 se krátce angažovala i v politice. Ve volbách roku 1990 byla zvolena za VPN do Sněmovny lidu Federálního shromáždění (volební obvod Bratislava). Slib složila v červnu 1990, ale již v září 1990 na mandát rezignovala.
Dobrá rola je výzva, zodpovednosť aj povinnosť nezradiť dobrého autora a odvďačiť sa mu za príležitosť prácou, ktorá vyčerpáva hercove možnosti. Aj pokus byť dostatočným partnerom, aj pokorne sa odovzdať službe umeleckému dielu, ktoré už dokázalo svoje kvality. 
Emília Vášáryová, 2004

V roce 2001 získala cenu novinářů a titul Slovenská herečka století.
Z více než deseti rolí, které nastudovala od roku 2000 na své domovské scéně – Slovenském národním divadle, jmenujme například ztvárnění Marie Callas ve hře T. McNallyho Majstrovská lekcia Marie Callas (prvně uvedena 15. června 2002) , za kterou obdržela cenu DOSKY a rovněž Cenu Literárního fondu, obě v roce 2002. V roce 2009 nastudovala hlavní postavu v představení Matka Guráž a jej deti (autorů B. Brechta & P. Desseaua) a v období 2011–2014 bravurně ztvárnila postavu Violet Westonové ve hře Tracyho Lettse August: Stratení v Oklahome. Za ztvárnění Stevie Gray ve hře Edwarda Albeeho Koza aneb kto je Sylvia? obdržela cenu DOSKY za rok 2004. Tato hra byla poprvé uvedena v bratislavském Divadle Aréna (a je stále na repertoáru – stav k dubnu 2015)  a souběžně byla uváděna v pražském Činoherním klubu do roku 2014.
Kromě svého domovského divadla pravidelně vystupuje také na jiných bratislavských scénách, například Život na trikrát (od roku 2003) a Rybárik kráľovský (od roku 2009) ve Štúdiu L&S  nebo nejnověji přímo pro ni napsaná Odvrátená strana mesiaca v divadle GUnaGU (uváděno od ledna 2015).
Pravidelně hostuje v Praze, nejčastěji je možno v současnosti vychutnat její divadelní umění na scéně Studia DVA nebo v rámci pravidelných festivalů slovenského divadla (např. v Divadle Bez Zábradlí).
Účinkovala v slovenském televizním seriálu Ordinácia v ružovej záhrade v roce 2007, dále česko-slovenském projektu Kriminálka Staré Mesto v roce 2010 a českém televizním filmu Piknik v režii Hynka Bočana v roce 2014.

## Filmografie
- 1958 Dáždnik svatého Petra
- 1960 Na pochode sa vždy nespieva (Elena)
- 1962 Polnočná omša (ošetřovatelka Katka)
- 1963
  - Až přijde kocour (Diana)
  - Tvár v okne (Haruštiaková)
- 1964 Bláznova kronika (Lenka)
- 1965
  - Námestie svatej Alžbety (Eva Weimannová)
  - Odhalenie Alžbety Báthoryčky (Magda)
- 1966
  - Lidé z maringotek (Nina Gruzia)
  - Majster kat (Agajka)
- 1966 Živý bič (Eva Hlavajová)
- 1967
  - Drak sa vracia (Eva)
  - Rok na dedine (Hanka)
- 1968 Niet inej cesty (Adela Ostrolúcka)
- 1970 Medená veža (Saška)
- 1973
  - Prípad krásnej nerestnice (kpt. Strelková)
  - Putovanie do San Jaga (matka)
  - Známost sestry Aleny (Alena)
- 1974
  - Deň, ktorý neumrie (Anka Siroňová)
  - Kto odchádza v daždi... (Zuza)
- 1975 Stretnutie (Lenka Dobríková)
- 1976 Červené víno (Kristína Habdžová)
- 1977 Advokátka (dr. Anna Javorská)
- 1981 Plavčík a Vratko (královna)
- 1984 O sláve a tráve (Jana)
- 1986 Alžbetin dvor (Júlia Fabici)
- 1987 Paví pírko (královna)
- 1995 Hazard (Janina matka)
- 1997 Modré z neba (Marta)
- 1997 Orbis Pictus (Terezkina matka)
- 1999
  - Návrat ztraceného ráje (starostka)
  - Pelíšky (Vilma Krausová)
- 2001 Kruh (babička)
- 2002
  - Andělská tvář (Collierová)
  - Waterloo po česku (Japonka)
- 2003 Pokrvné vzťahy (Krista)
- 2004 Horem pádem (Věra Horecká)
- 2005 Kráska v nesnázích (Líba Čmolíková)
- 2006 Obsluhoval jsem anglického krále (paní Rajská)
- 2007 Václav (matka)
- 2008 Nestyda (Nora Maines)
- 2010 Kriminálka Staré Město (Mária, matka Zuzany – 7 dílů)
- 2015 Wilsonov (divačka)
- 2015 Eva Nová (Eva Nová)
- 2016 Masaryk
- 2017
  - Čára (Anna Krajňákova)
  - Ríbezľák
- 2018 Tátova volha (Anna)
- 2019
  - Případ dvou básníků (Víchová)
  - Šťastný nový rok
- 2020 Herec (babička)
- 2021 Šťastný nový rok 2: Dobro došli

## Ocenění
- 1967 – Cena Janka Borodáče (za postavu Florely v komedii L. De Vegy Učitel tance, s přihlédnutím k roli Heleny v Shakespearově komedii Sen noci svatojánské a na jejích rolí ve filmu)
- 1968 – Zlatý krokodýl
- 1970 – státní vyznamenání Za vynikající práci
- 1978 – zasloužilá umělkyně
- 1982 – Cena Andreje Bagara (za postavu Ifigénie v inscenaci hry J. W. Goetheho Ifigenie na Tauridě)
- 1991 – cena ministra kultury (za vynikající výsledky v herecké tvorbě)
- 1992 – TELEMÚZA 92 (za ženský herecký výkon v televizních inscenacích La Musica a Ježišova matka)
- 1995 – TELEMÚZA 95 (za dabing postavy Heléne ve francouzském seriálu (Zlomená srdce)
- 1996 – Cena Alfréda Radoka za nejlepší herecký výkon (Mladší sestra v Ritter Dene Voss T. Bernharda, Divadlo Na zábradlí)
- 1999 – Krištáľové krídlo za rok 1998 v kategorii divadelní umění (Agnes v Albeeho Křehké rovnováze)
- 1999 – Zlatá slučka – Nejlepší ženský dabing (za hlasové ztvárnění herečky Shirley McLaine ve filmu Strážce paní Tess)
- 1999 – Divadelní cena sezóny – DOSKY: Cena za nejlepší herecký výkon (za postavu Stařenky v Ionescových Židlích)
- 2000 – Cena Jozefa Kronera (za nejpozoruhodnější herecký výkon v roce 1999 za postavu Stařenky v Židlích)
- 2000 – vítězka slovenské novinářské ankety Herečka století
- 2000 – Cena Igric za původní audiovizuální tvorbu (za postavu Máši v televizní inscenaci Slovenské televize Klietka)
- 2000 – Cena slovenského Literárního fondu (za postavu Stařenky v Židlích)
- 2001 – Hercova misia (Art Film Trenčianske Teplice)
- 2002 – DOSKY: Cena za nejlepší herecký výkon (za ztvárnění Marie Callas ve hře T. McNallyho Mistrovská lekce)
- 2002 – Řád Ľudovíta Štúra I. třída
- 2003 – Cena Karla Čapka za rok 2002[14][15]
- 2003 – Cena Václava Havla Medaile Za zásluhy
- 2004 – DOSKY: Cena za nejlepší herecký výkon (za ztvárnění Stevie v Albeeho hře Koza aneb Kdo je Sylvie?)
- 2004 – Český lev, film Horem pádem
- 2010 – převzala čestný akademického titul doctor honoris causa na Janáčkově akademii múzických umění.
- 2017 – Trilobit za film Eva Nová
- 2018 – Cena Martina Porubjaka za umělecký přínos česko-slovenským vztahům[16]